# Catorthontus collaris
Catorthontus collaris là một loài bọ cánh cứng trong họ Cerambycidae.